# Agenor
Agenor (klassisk grekiska: Ἀγήνωρ) var en kung av Tyros i grekisk mytologi. Enligt Herodotos levde Agenor på 2000-talet f.Kr.. 
Enligt Apollodorus föddes i Agenor i Memfis, Egypten. Han var son till guden Poseidon och prinsessan Libya av Memfis. Han var tvillingbror till Belos. Belus regerade över Egypten medan Agenor flyttade till Fenicien och regerade där. Enligt andra källor var han son till Belus och Neilos dotter Achiroe.